# Marnon Busch
Marnon-Thomas Busch (* 8. Dezember 1994 in Stade) ist ein deutscher Fußballspieler. Er wurde beim SV Werder Bremen ausgebildet und absolvierte für dessen erste Mannschaft neun Spiele in der Bundesliga. Nachdem er in der Saison 2016/17 auf Leihbasis beim Zweitligisten TSV 1860 München spielte, steht er seit der Saison 2017/18 beim 1. FC Heidenheim unter Vertrag.

## Kindheit
Marnon Busch wurde in der niedersächsischen Kreisstadt Stade im Großraum Hamburg geboren und wuchs auch dort auf. Während seiner Kindheit besuchte er Spiele des Hamburger SV und wohnte auch dem „Tag der offenen Tür“ des Vereins bei.

## Karriere
Marnon Busch begann mit dem Fußballspielen in seiner Heimat Stade beim SSV Hagen und ging später zur TuS Güldenstern Stade. In der U14 wurde er von Talentsichtern des damaligen Bundesligisten SV Werder Bremen entdeckt. In der Folge wechselte Busch zum SV Werder und pendelte zunächst mehrmals die Woche zwischen seiner Heimatstadt und Bremen, bevor er ins Internat zog. Während er seinen Realschulabschluss noch in Stade machte, gelang ihm in Bremen sein Abitur. Seit seiner Ankunft beim SV Werder Bremen durchlief Marnon Busch sämtliche Jugendmannschaften und wurde mit der B-Jugend 2011 Vizemeister.
Seit der Saison 2012/13 spielte er für Werders zweite Mannschaft in der viertklassigen Regionalliga Nord. Nachdem Busch in der Spielzeit 2013/14 zu lediglich sechs Einsätzen gekommen war, konnte er sich in der Vorbereitung auf die Saison 2014/15 für Einsatzzeiten in der ersten Mannschaft empfehlen. So wurde er im Erstrundenspiel im DFB-Pokal im Ulmer Donaustadion gegen FV Illertissen in der 60. Minute für Cédric Makiadi eingewechselt und konnte durch ein 3:2 nach Verlängerung mit Werder in die zweite Runde einziehen. Eine Woche später feierte er sein Bundesliga-Debüt im Spiel gegen Hertha BSC, als er wiederum eingewechselt wurde. Nur wenige Tage später wurde Buschs Vertrag um drei weitere Jahre bis 2018 verlängert. Zu Saisonbeginn kam Marnon Busch regelmäßig zum Einsatz – mit Ausnahme des zweiten Spieltags war er bis einschließlich des achten Spieltages in jeder Partie eingesetzt –, in der Folge wurde er durch Verletzungen zurückgeworfen und kam erst in den letzten beiden Saisonspielen zum Einsatz. In der Saison 2015/16 sammelte er Spielpraxis in der zweiten Mannschaft, die zwischenzeitlich in die professionelle 3. Liga aufgestiegen war. 
Zur Spielzeit 2016/17 wurde Busch an den Zweitligisten TSV 1860 München ausgeliehen. In der Hinrunde sowie bis zur Mitte der Rückrunde war er kein Stammspieler, ehe er sich einen Stammplatz im rechten Mittelfeld erkämpfen konnte und mit Ausnahme der Partie am 33. Spieltag, als der TSV 1860 München gegen den VfL Bochum spielte und er aufgrund einer Gelb-Rot-Sperre fehlte, verpasste er kein Spiel. Zum Saisonende musste der TSV 1860 München als 16. der Abschlusstabelle in die Relegationsspiele gegen den Drittligisten SSV Jahn Regensburg und stieg nach einem 0:2 nach Hin- und Rückspiel aus der 2. Bundesliga ab. Marnon Busch war dabei in beiden Spielen zum Einsatz gekommen.
Zur Saison 2017/18 kehrte Busch nicht nach Bremen zurück, sondern wechselte zum Zweitligisten 1. FC Heidenheim, bei dem er einen bis zum 30. Juni 2020 gültigen Vertrag erhielt. In seiner ersten Saison wurde er häufig durch Verletzungen zurückgeworfen und absolvierte lediglich zehn Spiele (ein Torerfolg). In der Saison 2018/19 erkämpfte sich Marnon Busch einen Stammplatz als rechter Außenverteidiger. Mit dem 1. FC Heidenheim erreichte er das Viertelfinale im DFB-Pokal, wo der Verein aus der Ostalb auswärts gegen den FC Bayern München knapp mit 4:5 verlor. Im Juli 2019 verlängerte Busch seinen Vertrag bis 2023. In der Saison 2019/20 erreichte er mit dem 1. FC Heidenheim als Tabellendritter die Relegationsspiele gegen den seinen in der Bundesliga spielenden ehemaligen Verein SV Werder Bremen, jedoch wurde der erstmalige Bundesliga-Aufstieg mit einem 2:2 nach Hin- und Rückspiel aufgrund der Auswärtstorregel verpasst. Trotz des verpassten Aufstiegs in die höchste deutsche Spielklasse blieb Marnon Busch den Heidenheimern treu und kam in der Saison 2020/21 zu 30 Einsätzen (ein Torerfolg), wobei er überwiegend als rechter Außenverteidiger eingesetzt wurde.
Im Dezember 2022 verlängerte Busch seinen Vertrag bis 2027 bei Heidenheim.
Busch bestritt 2009 ein Länderspiel für Deutschlands U15-Juniorenauswahl.

## Titel und Auszeichnungen
- Meister der 2. Bundesliga 2023